# Jan Chodkowski
Jan Chodkowski (ur. 17 lutego 1938 w Głódkach) – polski polityk, rolnik, senator I, II i IV kadencji.

## Życiorys
Po ukończeniu liceum ogólnokształcącego w Makowie Mazowieckim studiował na Wydziale Mechanizacji Rolnictwa Politechniki Warszawskiej. Uzyskał kwalifikacje rolnicze, rozpoczął prowadzenie rodzinnego gospodarstwa rolnego. W 1980 podjął działalność w rolniczej „Solidarności”.
Sprawował mandat senatora I kadencji z ramienia Komitetu Obywatelskiego, II kadencji z ramienia Porozumienia Ludowego oraz IV kadencji z ramienia AWS. W Senacie reprezentował województwo ostrołęckie.
Należał do Stronnictwa Ludowo-Chrześcijańskiego i Stronnictwa Konserwatywno-Ludowego. W 2001 opuścił SKL, nie zgadzając się na akces tej partii do Platformy Obywatelskiej (zasiadł w zespole parlamentarnym Przymierza Prawicy). W tym samym roku nie uzyskał ponownie mandatu (kandydował w wyborach z ramienia Bloku Senat 2001) i wycofał się z bieżącej polityki. W 2007 był bezpartyjnym kandydatem do Sejmu z listy Ligi Polskich Rodzin, która nie uzyskała mandatów.
Ojciec Andrzeja Chodkowskiego, urzędnika, m.in. wiceministra rolnictwa.
Odznaczony Krzyżem Kawalerskim Orderu Odrodzenia Polski (2004).